# Королець широкобровий
Королець широкобровий (Poecilodryas brachyura) — вид горобцеподібних птахів родини тоутоваєвих (Petroicidae). Ендемік Нової Гвінеї.

## Опис
Довжина птаха становить 14-15 см. Забарвлення чорно-біле. Верхня частина тіла чорна або темно-коричнева. Над очима є характерні білі "брови". Від ока до дзьоба іде чорна смуга, під дзьобом чорна пляма. Горло і нижня частина тіла біла, на крилах білі смуги. Хвіст досить короткий, чорного кольору. Дзьоб чорний, очі карі, лапи світло-коричневі або рожеві.

## Поширення і екологія
Строкатий королець є ендеміком Нової Гвінеї. Він поширений лише на півночі острова, в рівнинних тропічних лісах на висоті до 650 м над рівнем моря. Більша частина його популяції мешкає в індонезійській провінції Папуа. Зустрічається парами, живе в підліску або на землі.

## Підвиди
Виділяють три підвиди строкатого корольця:
- P. b. brachyura (P. L. Sclater, 1874) (захід Нової Гвінеї);
- P. b. albotaeniata (A. B. Meyer, 1874) (острів Япен і західні райони північної Нової Гвінеї);
- P. b. dumasi Ogilvie-Grant, 1915 (східні райони північної Нової Гвінеї).

## Раціон
Строкатий королець- це комахоїдний птах, що шукає здобич в підліску або на землі. Він досить погано літає.